# Modus ponendo tollens
| \| \| {\displaystyle \neg (A\land B)} \| \| \| {\displaystyle A} \| \| \| {\displaystyle \neg B} \| |                                 |
| modus ponendo tollens                                                                               |                                 |
| | {\displaystyle \neg (A\land B)} |
| | {\displaystyle A}               |
| | {\displaystyle \neg B}          |

 Der Modus ponendo tollens (auch Konjunktiver Syllogismus) ist eine Schlussfigur der klassischen Aussagenlogik und eine Schlussregel vieler logischer Kalküle, die es erlaubt, aus zwei Sätzen mit den Formen Nicht (A und B). und A., den Prämissen, auf einen Satz der Form Nicht B. als Konklusion zu schließen.
Es wird also – inhaltlich gesprochen – aus dem Wissen, dass zwei bestimmte Sachverhalte nicht zugleich bestehen können, dass aber einer der beiden Sachverhalte sehr wohl besteht, darauf geschlossen, dass der andere der beiden nicht vorliegt.

## Geschichte und Namensgebung
Der lateinische Name Modus ponendo tollens, frei: "Schlussweise (modus), die durch das Setzen (ponendo) [einer Aussage] eine [andere] Aussage zurückweist (tollens), erklärt sich daraus, dass bei gegebener erster Prämisse, ¬(A ∧ B), durch das Setzen einer zweiten, positiven (unverneinten) Prämisse, A, eine Aussage, B, "zurückgewiesen" (verneint) wird.
Er entspricht einer der fünf Typen des hypothetischen Syllogismus nach Chrysipp:  'Entweder das erste oder das zweite; aber das erste; also nicht das zweite'.

## Schema und Beispiel
|                       | {\displaystyle \neg (A\land B)} |
|                       | {\displaystyle A}               |
| modus ponendo tollens | {\displaystyle \neg B}          |

|                       | Es kann nicht sein, dass es regnet und die Straße trocken ist. |
|                       | Es regnet.                                                     |
| modus ponendo tollens | Die Straße ist nicht trocken.                                  |

## Beweis
Die logische Äquivalenz der Aussagen ¬(A ∧ B) und A → ¬B folgt aus den Definitionen der Konjunktion, Subjunktion und der Negation.
| A | B |
| - | - |
| f | f |
| f | w |
| w | f |
| w | w |

| A ∧ B | ¬(A ∧ B) |
| ----- | -------- |
| f     | w        |
| f     | w        |
| f     | w        |
| w     | f        |

| ¬B | A → ¬B |
| -- | ------ |
| w  | w      |
| f  | w      |
| w  | w      |
| f  | f      |